# Ryan Hurst
Pour les articles homonymes, voir Hurst.
Ryan Hurst est un acteur américain né le 19 juin 1976 à Santa Monica, en Californie (États-Unis). Il est connu pour avoir incarné le personnage d'Harry « Opie » Winston (en) dans la série télévisée Sons of Anarchy et Beta dans The Walking Dead.

## Biographie
Il est le fils de Candy Kaniecki, professeur d'art dramatique, et de Rick Hurst (en), acteur.

## Filmographie

### Cinéma
- 1997 : Postman : Eddie March
- 1998 : Docteur Patch : Neil
- 1998 : Il faut sauver le soldat Ryan : Paratrooper Michaelson
- 2000 : L'Enfer du devoir : Captain Hustings
- 2000 : Le Plus Beau des combats : Gerry Bertier
- 2001 : Venus and Mars : Roberto
- 2002 : Nous étions soldats : Sgt. Ernie Savage
- 2002 : Lone Star State of Mind : Tinker
- 2004 : The Ladykillers : Lump Hudson
- 2006 : Noble Things : Kyle Collins
- 2008 : Chasing the Green : Ross Franklin
- 2011 : Rango :  Jedidiah (Voix)
- 2013 : CBGB de Randall Miller : Mad Mountain
- 2020 : Superman : L'Homme de demain (Superman: Man of Tomorrow) : Lobo (voix)
- 2023 : (Desperation Road):Lary
- 2026 : L'Odyssée (The Odyssey) de Christopher Nolan

### Télévision
- 1993 : Sauvés par le gong : La Nouvelle Classe : Crunch Grabowski (2 épisodes)
- 1994 : Beverly Hills 90210 : Student Actor (1 épisode)
- 1995 - 1996 : Campus Cop : Wayne Simko (9 épisodes)
- 1995 : JAG : Dirk Grover (1 épisode)
- 1996 : Boston Common : Nikolai (2 épisodes)
- 1996 : Wings : Barry (1 épisode)
- 1998 : Casualty : Chris
- 1999 : L.A. Doctors : Kevn Raives (2 épisodes)
- 2001 : The Woman Every Man Wants : Guy
- 2002 : Disparition : Tom Clarke (5 épisodes)
- 2002 : Les Anges du bonheur : Doug
- 2002 : John Doe (2002) : Elvis Braithwaite
- 2004 : Dr Vegas : Steve (1 épisode)
- 2005 : Dr House : Sam (1 épisode)
- 2005 : Wanted : ATF Field Agent Jimmy McGloin (13 épisodes)
- 2006 : Inspector Mom : Andrew
- 2005 - 2007 : Médium : Michael 'Lucky' Benoit (3 épisodes)
- 2006 : Everwood : Ed Carnahan
- 2007 : Les Experts : Miami : Miami Dade Police Officer
- 2007 : Raines : Marko
- 2008 - 2012 : Sons of Anarchy : Opie Winston (54 épisodes)
- 2008 : Mad TV
- 2011 : New York, unité spéciale (Law & Order : Special Victims Unit) : Doug Loveless (saison 12, épisode 19)
- 2013 : King and Maxwell : Edgar Roy (10 épisodes)
- 2015 - 2017 : Bates Motel : Chick Hogan (15 épisodes)
- 2016-2017 : Outsiders : "Lil Foster" Farrell VII (26 épisodes)
- 2019 : The Walking Dead (série télévisée) : Beta
- 2019 : Harry Bosch : Hector Bonner (8 épisodes)
- 2021: S.W.A.T. : Terry Luca (3 épisodes)

### Jeux vidéo
- 2022 : God of War: Ragnarök  : Thor

## Distinctions
Sauf indication contraire ou complémentaire, les informations mentionnées dans cette section proviennent de la base de données IMDb.

### Récompenses
- CinEuphoria Awards (es) 2020 : Lauréat du Prix Spécial de la meilleure distribution dans une série télévisée horrifique pour The Walking Dead (2010-) partagé avec Charlie Adlard (Créateur), Frank Darabont (Créateur), Robert Kirkman (Créateur), Tony Moore (Créateur), Angela Kang (Créateur), Scott M. Gimple (Producteur), Gregory Nicotero (Réalisateur), Michael E. Satrazemis (Réalisateur), Austin Amelio (Acteur), Cooper Andrews (Acteur), Xander Berkeley (Acteur), Jon Bernthal (Acteur), Juan Javier Cardenas (Acteur), Lauren Cohan (Actrice), Michael Cudlitz (Acteur), Jeffrey DeMunn (Acteur), Tovah Feldshuh (Actrice), Cailey Fleming (Actrice), Dan Fogler (Acteur), Seth Gilliam (Acteur), Danai Gurira (Actrice), Nadia Hilker (Actrice), Laurie Holden (Actrice), Jeffrey Dean Morgan (Acteur), Lennie James (Acteur), Kyla Kenedy (Actrice), Emily Kinney (Actrice), Jeff Kober (Acteur), Chad Coleman (Acteur), Andrew Lincoln (Acteur), Madison Lintz (Actrice), Matt Lintz (Acteur), Matt Mangum (Acteur), Ross Marquand (Acteur), Sonequa Martin-Green (Actrice), Alanna Masterson (Actrice), Eleanor Matsuura (Actrice), Callan McAuliffe (Acteur), Melissa McBride (Actrice), Cassady McClincy (Actrice), Josh McDermitt (Acteur), Pollyanna McIntosh (Actrice), Joshua Mikel (Acteur), David Morrissey (Acteur), Samantha Morton (Actrice), Katelyn Nacon (Actrice), Avi Nash (Acteur), Daniel Newman (Acteur), Austin Nichols (Acteur), Steven Ogg (Acteur), Tom Payne (Acteur), Khary Payton (Acteur), Norman Reedus (Acteur), Lindsley Register (Actrice), Lauren Ridloff (Actrice), Chandler Riggs (Acteur), Michael Rooker (Acteur), Christian Serratos (Actrice), Irone Singleton (Acteur), Angel Theory (Actrice), Jayson Warner Smith (Acteur), Sarah Wayne Callies (Actrice), Scott Wilson (Acteur), Jordan Woods-Robinson (Acteur) et Steven Yeun (Acteur).

## Voix francophones
En France, Ryan Hurst est régulièrement doublé par Jérôme Pauwels.
En France
| - Jérôme Pauwels dans (les séries télévisées) : - Wanted - Médium - Sons of Anarchy - King and Maxwell - Bates Motel | Et aussi - Éric Etcheverry dans Il faut sauver le soldat Ryan - Damien Boisseau dans Le Plus Beau des combats - Stefan Godin dans Disparition (mini-série) - Bernard Bollet dans Ladykillers - Boris Rehlinger dans Dr House (série télévisée) - Guillaume Desmarchelier dans A Million Little Pieces - Philippe Vincent dans Harry Bosch (série télévisée) - Emmanuel Gradi dans The Walking Dead (série télévisée) - Sylvain Agaësse dans Le Mystérieux Cercle Benedict (série télévisée) |